# Anthony Villanueva
Anthony N. Villanueva (* 18. März 1945; † 13. Mai 2014 in Cabuyao) war ein philippinischer Boxer.

## Karriere
Anthony Villanueva wurde 1962 Philippinischer Meister und qualifizierte sich für die Olympischen Sommerspiele 1964 in Tokio. Im Federgewicht konnte er sich mit Siegen über Giovanni Girgenti, Ben Hassan, Piotr Gutman und Charles Brown bis ins Finale kämpfen. Dort traf er auf Stanislaw Stepaschkin aus der Sowjetunion. Durch eine Punkteentscheidung verlor er knapp mit 2:3 und gewann somit die Silbermedaille. Kurz danach verlor er seinen Amateur-Status, da er als Schauspieler in fünf Filmen mitspielte.
Im Alter von 20 Jahren wurde Villanueva Profi. Seinen ersten Profikampf bestritt er am 2. Oktober 1965 gegen Shigeo Nirasawa aus Japan im Araneta Coliseum. Villanueva gewann den Kampf nach einer umstrittenen Punkteentscheidung.
Er unterstützte die philippinischen Boxtrainer in der Vorbereitung auf die Olympischen Sommerspiele 1988.

## Persönliches
Villanueva studierte an der Far Eastern University. Mit seiner ersten Frau hatte er zwei Kinder, ließ sich jedoch später scheiden. 1976 zog er in die Vereinigten Staaten und arbeitete dort als Koch in einem mexikanischen Restaurant in Massachusetts, als Sicherheitsbeamter in Staten Island und schließlich beim philippinischen Konsulat in New York City. Er heiratete dann ein zweites Mal und hatte mit seiner zweiten Ehefrau einen gemeinsamen Sohn.
Villanueva erlitt 1999 einen leichten Schlaganfall. Ein Jahr später versuchte er, seine Silbermedaille für 1 Million Pesos zu verkaufen. Er wurde jedoch überredet die Medaille an die philippinische Sportkommission zu spenden.
Sein Vater José Villanueva war ebenfalls Boxer und gewann bei den Olympischen Sommerspielen 1932 in Los Angeles eine Bronzemedaille. 